# منتخب منطقة إقليم الباسك لهوكي الجليد
منتخب منطقة إقليم الباسك لهوكي الجليد هو ممثل منطقة إقليم الباسك الرسمي في المنافسات الدولية في هوكي الجليد
.